# Sport-Club Freiburg 2019-2020
Questa voce raccoglie le informazioni riguardanti lo Sport-Club Freiburg nelle competizioni ufficiali della stagione 2019-2020.

## Stagione
Nella stagione 2019-2020 il Friburgo, allenato da Christian Streich, concluse il campionato di Bundesliga all'8º posto. In Coppa di Germania il Friburgo fu eliminato al secondo turno dall'Union Berlino.

## Rosa
| N. |                      | Ruolo | Calciatore         |
| -- | -------------------- | ----- | ------------------ |
| 1  | Germania (bandiera)  | P     | Alexander Schwolow |
| 3  | Austria (bandiera)   | D     | Philipp Lienhart   |
| 4  | Germania (bandiera)  | D     | Nico Schlotterbeck |
| 5  | Germania (bandiera)  | D     | Manuel Gulde       |
| 6  | Albania (bandiera)   | C     | Amir Abrashi       |
| 7  | Francia (bandiera)   | D     | Jonathan Schmid    |
| 8  | Germania (bandiera)  | C     | Mike Frantz        |
| 9  | Germania (bandiera)  | A     | Lucas Höler        |
| 11 | Germania (bandiera)  | A     | Luca Waldschmidt   |
| 16 | Francia (bandiera)   | C     | Yoric Ravet        |
| 17 | Germania (bandiera)  | D     | Lukas Kübler       |
| 18 | Germania (bandiera)  | A     | Nils Petersen      |
| 19 | Germania (bandiera)  | C     | Janik Haberer      |
| 21 | Australia (bandiera) | A     | Brandon Borrello   |

| N. |                          | Ruolo | Calciatore       |
| -- | ------------------------ | ----- | ---------------- |
| 22 | Ungheria (bandiera)      | A     | Roland Sallai    |
| 23 | Germania (bandiera)      | D     | Dominique Heintz |
| 24 | Germania (bandiera)      | D     | Luca Itter       |
| 25 | Germania (bandiera)      | D     | Robin Koch       |
| 26 | Paesi Bassi (bandiera)   | P     | Mark Flekken     |
| 27 | Germania (bandiera)      | C     | Nicolas Höfler   |
| 28 | Corea del Sud (bandiera) | C     | Kwon Chang-hoon  |
| 30 | Germania (bandiera)      | D     | Christian Günter |
| 32 | Italia (bandiera)        | A     | Vincenzo Grifo   |
| 34 | Germania (bandiera)      | C     | Lino Tempelmann  |
| 36 | Germania (bandiera)      | C     | Yannik Keitel    |
| 38 | Germania (bandiera)      | C     | Florian Kath     |
| 39 | Germania (bandiera)      | C     | Fabian Rüdlin    |
| 40 | Germania (bandiera)      | P     | Niclas Thiede    |

## Maglie e sponsor
| Casa | Trasferta | Terza Divisa |

## Organigramma societario
Area tecnica
- Preparatori atletici:
- Allenatore in seconda: Patrick Baier, Florian Bruns, Lars Voßler
- Preparatore dei portieri: Andreas Kronenberg
- Analisi video: Heiko Sander
- Allenatore: Christian Streich

## Calciomercato

### Sessione estiva
| Acquisti | Acquisti            | Acquisti      | Acquisti |
| R.       | Nome                | da            | Modalità |
| -------- | ------------------- | ------------- | -------- |
| D        | Luca Itter          | Wolfsburg     |          |
| A        | Jeong Woo-yeong     | Bayern Monaco |          |
| C        | Patrick Kammerbauer | Holstein Kiel |          |
| C        | Kwon Chang-hoon     | Digione       |          |
| C        | Yoric Ravet         | Grasshoppers  |          |
| A        | Fabian Schleusener  | Sandhausen    |          |
| D        | Jonathan Schmid     | Augusta       |          |

| Cessioni | Cessioni              | Cessioni               | Cessioni |
| R.       | Nome                  | a                      | Modalità |
| -------- | --------------------- | ---------------------- | -------- |
| C        | Patrick Kammerbauer   | Eintracht Braunschweig |          |
| A        | Tim Kleindienst       | Heidenheim             |          |
| A        | Fabian Schleusener    | Norimberga             |          |
| A        | Christoph Daferner    | Erzgebirge Aue         |          |
| P        | Constantin Frommann   | Sonnenhof G.           |          |
| C        | Vincenzo Grifo        | Hoffenheim             |          |
| A        | Florian Niederlechner | Augusta                |          |
| D        | Chima Okoroji         | Jahn Ratisbona         |          |
| D        | Keven Schlotterbeck   | Union Berlino          |          |
| D        | Pascal Stenzel        | Stoccarda              |          |

### Sessione invernale
| Acquisti | Acquisti | Acquisti | Acquisti |
| R.       | Nome     | da       | Modalità |
| -------- | -------- | -------- | -------- |

| Cessioni | Cessioni         | Cessioni         | Cessioni |
| R.       | Nome             | a                | Modalità |
| -------- | ---------------- | ---------------- | -------- |
| A        | Jeong Woo-yeong  | Bayern Monaco II |          |
| C        | Jérôme Gondorf   | Karlsruhe        |          |
| C        | Marco Terrazzino | Dinamo Dresda    |          |

## Risultati

### Bundesliga

#### Girone di andata
| Arbitro: | Hartmann |

|                                             |           |  |
| Höler 81’ Schmid 83’ Waldschmidt 87’ (rig.) | Marcatori |  |

| Arbitro: | Welz |

|          |           |                                              |
| Mamba 3’ | Marcatori | 21’ (rig.) Waldschmidt 40’ Petersen 90’ Kwon |

| Arbitro: | Kampka |

|                    |           |                        |
| Czichos 40’ (aut.) | Marcatori | 52’ Modeste 90’ Skhiri |

| Arbitro: | Winkmann |

|  |           |                                     |
|  | Marcatori | 11’ Günter 38’ Haberer 59’ Petersen |

| Arbitro: | Dankert |

|           |           |                   |
| Höler 23’ | Marcatori | 39’ Niederlechner |

| Arbitro: | Siebert |

|              |           |                            |
| Hennings 42’ | Marcatori | 45’ Schmid 81’ Waldschmidt |

| Arbitro: | Jablonski |

|                                   |           |                       |
| Waldschmidt 55’ Akanji 90’ (aut.) | Marcatori | 20’ Witsel 67’ Hakimi |

| Arbitro: | Cortus |

|                          |           |  |
| Bülter 1’ Ingvartsen 84’ | Marcatori |  |

| Arbitro: | Osmers |

|                         |           |                 |
| Höfler 45’ Petersen 90’ | Marcatori | 90’ Klostermann |

| Arbitro: | Dingert |

|                         |           |                   |
| Rashica 9’ Selassie 59’ | Marcatori | 28’, 90’ Petersen |

| Arbitro: | Brych |

|              |           |  |
| Petersen 77’ | Marcatori |  |

| Arbitro: | Aytekin |

|           |           |          |
| Diaby 36’ | Marcatori | 5’ Höler |

| Arbitro: | Zwayer |

|                                        |           |                     |
| Thuram 3’ Embolo 46’, 71’ Herrmann 51’ | Marcatori | 6’ Schmid 58’ Höler |

| Arbitro: | Dankert |

|            |           |  |
| Schmid 85’ | Marcatori |  |

| Arbitro: | Willenborg |

|            |           |  |
| Darida 53’ | Marcatori |  |

| Arbitro: | Stegemann |

|           |           |                                        |
| Grifo 59’ | Marcatori | 16’ Lewandowski 90’ Zirkzee 90’ Gnabry |

| Arbitro: | Brych |

|                       |           |                                      |
| Serdar 27’ Kutucu 80’ | Marcatori | 54’ (rig.) Petersen 67’ (rig.) Grifo |

#### Girone di ritorno
| Arbitro: | Jablonski |

|            |           |                       |
| Mateta 82’ | Marcatori | 28’ Kwon 41’ Petersen |

| Arbitro: | Dingert |

|  |           |                                   |
|  | Marcatori | 48’ Antwi-Adjei 84’ (rig.) Sabiri |

| Arbitro: | Kampka |

|                                                 |           |  |
| Bornauw 29’ Córdoba 55’ Ehizibue 90’ Jakobs 90’ | Marcatori |  |

| Arbitro: | Jablonski |

|                        |           |  |
| Waldschmidt 40’ (rig.) | Marcatori |  |

| Arbitro: | Ittrich |

|         |           |             |
| Max 38’ | Marcatori | 51’ Haberer |

| Arbitro: | Willenborg |

|  |           |                         |
|  | Marcatori | 37’ Hoffmann 61’ Thommy |

| Arbitro: | Hartmann |

|            |           |  |
| Sancho 15’ | Marcatori |  |

| Arbitro: | Fritz |

|                                |           |               |
| Sallai 34’ Günter 55’ Koch 82’ | Marcatori | 61’ Andersson |

| Arbitro: | Gräfe |

|             |           |           |
| Poulsen 77’ | Marcatori | 34’ Gulde |

| Arbitro: | Hartmann |

|  |           |                 |
|  | Marcatori | 19’ Bittencourt |

| Arbitro: | Petersen |

|                                   |           |                                  |
| Silva 35’ Kamada 79’ Chandler 82’ | Marcatori | 28’ Grifo 67’ Petersen 69’ Höler |

| Arbitro: | Fritz |

|  |           |             |
|  | Marcatori | 54’ Havertz |

| Arbitro: | Schmidt |

|              |           |  |
| Petersen 58’ | Marcatori |  |

| Arbitro: | Dankert |

|                          |           |                      |
| Weghorst 14’, 27’ (rig.) | Marcatori | 43’ Höler 46’ Sallai |

| Arbitro: | Stieler |

|                        |           |                     |
| Grifo 61’ Petersen 71’ | Marcatori | 66’ (rig.) Ibišević |

| Arbitro: | Storks |

|                                  |           |           |
| Kimmich 15’ Lewandowski 24’, 37’ | Marcatori | 33’ Höler |

| Arbitro: | Petersen |

|                                           |           |  |
| Waldschmidt 20’, 57’ Schmid 38’ Höler 46’ | Marcatori |  |

### Coppa di Germania
| Arbitro: | Osmers |

|  |           |                 |
|  | Marcatori | 93’ Waldschmidt |

| Arbitro: | Kampka |

|          |           |                                  |
| Koch 45’ | Marcatori | 36’ Mees 87’ Andrich 90’ Gentner |

## Statistiche

### Statistiche di squadra
| Competizione      | Punti | In casa | In casa | In casa | In casa | In casa | In casa | In trasferta | In trasferta | In trasferta | In trasferta | In trasferta | In trasferta | Totale | Totale | Totale | Totale | Totale | Totale | DR |
| Competizione      | Punti | G       | V       | N       | P       | Gf      | Gs      | G            | V            | N            | P            | Gf           | Gs           | G      | V      | N      | P      | Gf     | Gs     | DR |
| ----------------- | ----- | ------- | ------- | ------- | ------- | ------- | ------- | ------------ | ------------ | ------------ | ------------ | ------------ | ------------ | ------ | ------ | ------ | ------ | ------ | ------ | -- |
| Bundesliga        | 48    | 17      | 9       | 2       | 6       | 23      | 17      | 17           | 4            | 7            | 6            | 25           | 30           | 34     | 13     | 9      | 12     | 48     | 47     | +1 |
| Coppa di Germania | -     | 1       | 0       | 0       | 1       | 1       | 3       | 1            | 1            | 0            | 0            | 1            | 0            | 2      | 1      | 0      | 1      | 2      | 3      | -1 |
| Totale            | 48    | 18      | 9       | 2       | 7       | 24      | 20      | 18           | 5            | 7            | 6            | 26           | 30           | 36     | 14     | 9      | 13     | 50     | 50     | 0  |

### Andamento in campionato
| Giornata  | 1 | 2 | 3 | 4 | 5 | 6 | 7 | 8 | 9 | 10 | 11 | 12 | 13 | 14 | 15 | 16 | 17 | 18 | 19 | 20 | 21 | 22 | 23 | 24 | 25 | 26 | 27 | 28 | 29 | 30 | 31 | 32 | 33 | 34 |
| --------- | - | - | - | - | - | - | - | - | - | -- | -- | -- | -- | -- | -- | -- | -- | -- | -- | -- | -- | -- | -- | -- | -- | -- | -- | -- | -- | -- | -- | -- | -- | -- |
| Luogo     | C | T | C | T | C | T | C | T | C | T  | C  | T  | T  | C  | T  | C  | T  | T  | C  | T  | C  | T  | C  | T  | C  | T  | C  | T  | C  | C  | T  | C  | T  | C  |
| Risultato | V | V | P | V | N | V | N | P | V | N  | V  | N  | P  | V  | P  | P  | N  | V  | P  | P  | V  | N  | P  | P  | V  | N  | P  | N  | P  | V  | N  | V  | P  | V  |
| Posizione | 3 | 2 | 6 | 3 | 4 | 3 | 4 | 6 | 3 | 5  | 4  | 4  | 6  | 5  | 6  | 6  | 8  | 7  | 8  | 8  | 8  | 7  | 9  | 9  | 8  | 7  | 7  | 8  | 8  | 8  | 8  | 8  | 8  | 8  |

Legenda:

Luogo: C = Casa; T = Trasferta. Risultato: V = Vittoria; N = Pareggio; P = Sconfitta.

### Statistiche dei giocatori
| Giocatore        | Bundesliga | Bundesliga | Bundesliga  | Bundesliga | Coppa di Germania | Coppa di Germania | Coppa di Germania | Coppa di Germania | Totale   | Totale | Totale      | Totale     |
| Giocatore        | Presenze   | Reti       | Ammonizioni | Espulsioni | Presenze          | Reti              | Ammonizioni       | Espulsioni        | Presenze | Reti   | Ammonizioni | Espulsioni |
| ---------------- | ---------- | ---------- | ----------- | ---------- | ----------------- | ----------------- | ----------------- | ----------------- | -------- | ------ | ----------- | ---------- |
| A. Abrashi       | 13         | 0          | 3           | 0          | 0                 | 0                 | 0                 | 0                 | 13       | 0      | 3           | 0          |
| B. Borrello      | 7          | 0          | 0           | 0          | 1                 | 0                 | 1                 | 0                 | 8        | 0      | 1           | 0          |
| M. Dräger        | 0          | 0          | 0           | 0          | 0                 | 0                 | 0                 | 0                 | 0        | 0      | 0           | 0          |
| M. Flekken       | 10         | 0          | 0           | 0          | 1                 | 0                 | 0                 | 0                 | 11       | 0      | 0           | 0          |
| M. Frantz        | 18         | 0          | 2           | 0          | 2                 | 0                 | 0                 | 0                 | 20       | 0      | 2           | 0          |
| J. Gondorf       | 2          | 0          | 1           | 0          | 1                 | 0                 | 1                 | 0                 | 3        | 0      | 2           | 0          |
| V. Grifo         | 26         | 4          | 1           | 1          | 1                 | 0                 | 0                 | 0                 | 27       | 4      | 1           | 1          |
| M. Gulde         | 17         | 1          | 0           | 0          | 0                 | 0                 | 0                 | 0                 | 17       | 1      | 0           | 0          |
| C. Günter        | 34         | 2          | 2           | 0          | 2                 | 0                 | 0                 | 0                 | 36       | 2      | 2           | 0          |
| J. Haberer       | 26         | 2          | 3           | 1          | 1                 | 0                 | 0                 | 0                 | 27       | 2      | 3           | 1          |
| D. Heintz        | 28         | 0          | 2           | 0          | 2                 | 0                 | 1                 | 0                 | 30       | 0      | 3           | 0          |
| N. Höfler        | 32         | 1          | 9           | 0          | 1                 | 0                 | 0                 | 0                 | 33       | 1      | 9           | 0          |
| L. Höler         | 34         | 8          | 4           | 0          | 2                 | 0                 | 0                 | 0                 | 36       | 8      | 4           | 0          |
| L. Itter         | 3          | 0          | 0           | 0          | 0                 | 0                 | 0                 | 0                 | 3        | 0      | 0           | 0          |
| W. Jeong         | 0          | 0          | 0           | 0          | 1                 | 0                 | 0                 | 0                 | 1        | 0      | 0           | 0          |
| F. Kath          | 0          | 0          | 0           | 0          | 0                 | 0                 | 0                 | 0                 | 0        | 0      | 0           | 0          |
| Y. Keitel        | 3          | 0          | 0           | 0          | 0                 | 0                 | 0                 | 0                 | 3        | 0      | 0           | 0          |
| T. Kleindienst   | 0          | 0          | 0           | 0          | 0                 | 0                 | 0                 | 0                 | 0        | 0      | 0           | 0          |
| R. Koch          | 32         | 1          | 3           | 0          | 2                 | 1                 | 1                 | 0                 | 34       | 2      | 4           | 0          |
| C. Kwon          | 23         | 2          | 0           | 0          | 0                 | 0                 | 0                 | 0                 | 23       | 2      | 0           | 0          |
| L. Kübler        | 5          | 0          | 1           | 0          | 0                 | 0                 | 0                 | 0                 | 5        | 0      | 1           | 0          |
| P. Lienhart      | 22         | 0          | 3           | 0          | 2                 | 0                 | 0                 | 0                 | 24       | 0      | 3           | 0          |
| C. Okoroji       | 0          | 0          | 0           | 0          | 0                 | 0                 | 0                 | 0                 | 0        | 0      | 0           | 0          |
| N. Petersen      | 34         | 11         | 1           | 0          | 2                 | 0                 | 0                 | 0                 | 36       | 11     | 1           | 0          |
| Y. Ravet         | 0          | 0          | 0           | 0          | 0                 | 0                 | 0                 | 0                 | 0        | 0      | 0           | 0          |
| F. Rüdlin        | 0          | 0          | 0           | 0          | 0                 | 0                 | 0                 | 0                 | 0        | 0      | 0           | 0          |
| R. Sallai        | 21         | 2          | 2           | 0          | 2                 | 0                 | 0                 | 0                 | 23       | 2      | 2           | 0          |
| K. Schlotterbeck | 0          | 0          | 0           | 0          | 0                 | 0                 | 0                 | 0                 | 0        | 0      | 0           | 0          |
| N. Schlotterbeck | 13         | 0          | 0           | 0          | 1                 | 0                 | 1                 | 0                 | 14       | 0      | 1           | 0          |
| J. Schmid        | 33         | 5          | 1           | 0          | 2                 | 0                 | 0                 | 0                 | 35       | 5      | 1           | 0          |
| A. Schwolow      | 24         | 0          | 0           | 0          | 1                 | 0                 | 0                 | 0                 | 25       | 0      | 0           | 0          |
| L. Tempelmann    | 1          | 0          | 0           | 0          | 0                 | 0                 | 0                 | 0                 | 1        | 0      | 0           | 0          |
| M. Terrazzino    | 0          | 0          | 0           | 0          | 0                 | 0                 | 0                 | 0                 | 0        | 0      | 0           | 0          |
| N. Thiede        | 1          | 0          | 0           | 0          | 0                 | 0                 | 0                 | 0                 | 1        | 0      | 0           | 0          |
| L. Waldschmidt   | 23         | 7          | 3           | 0          | 1                 | 1                 | 0                 | 0                 | 24       | 8      | 3           | 0          |